# Xian de Minfeng
Cette page contient des caractères spéciaux ou non latins. S’ils s’affichent mal (▯, ?, etc.), consultez la page d’aide Unicode.
Le xian de Minfeng (民丰县 ; pinyin : Mínfēng Xiàn ; ouïghour : نىيە ناھىيىسى / Niye Nahiyisi) est un district administratif de la région autonome du Xinjiang en Chine. Elle est placée sous la juridiction de la préfecture de Hotan. Son chef-lieu est la ville de Minfeng (Nouvelle Niya).
L'ancienne cité de Niya, dont les ruines ont été découvertes en 1901, était située en plein désert du Taklamakan, à environ 100-150 km de l'actuelle ville de Minfeng.

## Démographie
La population du district était de 33 132 habitants en 1999.